# Gare de Domblans - Voiteur
Gare de Domblans - Voiteur vasútállomás Franciaországban, Domblans településen.

## Vasútvonalak
Az állomást az alábbi vasútvonalak érintik:
- Mouchard-Bourg-en-Bresse-vasútvonal

## Kapcsolódó állomások
A vasútállomáshoz az alábbi állomások vannak a legközelebb:
- Gare de Saint-Lothain
- Gare de Lons-le-Saunier